# Принцип можливих переміщень
Принцип можливих переміщень — один з варіаційних принципів теоретичної механіки, що встановлює загальну умову рівноваги механічної системи. Згідно з цим принципом, для рівноваги механічної системи з ідеальними зв'язками необхідно і достатньо, щоб сума віртуальних робіт {\displaystyle A_{i}} тільки активних сил на будь-якому можливому переміщенні системи дорівнювала нулю (якщо система приведена в це становище з нульовими швидкостями):
{\displaystyle \sum _{i=1}^{n}\delta A=\sum _{i=1}^{n}{\overline {F}}_{i}\delta {\overline {r}}_{i}=0,}
де {\displaystyle {\overline {F}}_{i}} — рівнодійна активних сил, прикладених до і-ї точки, {\displaystyle \delta {\overline {r}}_{i}} — можливе переміщення цієї точки.
Це рівняння й виражає принцип можливих переміщень: якщо механічна система, яка підпорядкована ідеальним в'язями, перебуває в рівновазі, то сума можливих робіт активних сил дорівнює нулю.
Кількість лінійно незалежних рівнянь рівноваги, які можна скласти для механічної системи, виходячи з принципу можливих переміщень, дорівнює кількості ступенів свободи цієї механічної системи.
Можливими переміщеннями невільною механічної системи називаються уявні нескінченно малі переміщення, яких припускаються в даний момент накладеними на систему зв'язками (при цьому час, що входить явно в рівняння нестаціонарних зв'язків, вважається зафіксованим). Проєкції можливих переміщень на декартові координатні осі називаються варіаціями декартових координат.
Віртуальними переміщеннями називаються нескінченно малі переміщення, яких припускаються зв'язками, при «замороженому часі». Тобто вони відрізняються від можливих переміщень, тільки коли зв'язки реономні (явно залежать від часу).